# Kekoskee, Wisconsin
Kekoskee là một làng thuộc quận Dodge, tiểu bang Wisconsin, Hoa Kỳ. Năm 2006, dân số của làng này là 169 người.